# Lluita als Jocs Olímpics d'estiu de 1980
Als Jocs Olímpics d'Estiu de 1980 celebrats a la ciutat de Moscou (Unió Soviètica) es disputaren 20 proves de lluita, totes elles en categoria masculina. Es realitzaren deu proves en lluita lliure i deu proves més en lluita grecoromana entre els dies 20 i 31 de juliol de 1980 al Complex Esportiu de l'Armada Soviètica.

## Comitès participants
Hi participaren un total de 266 lluitadors de 35 comitès nacionals diferents:
| - Afganistan (8) - Algèria (3) - Austràlia (3) - Àustria (5) - Bèlgica (3) - Bulgària (20) - Camerun (6) - Corea del Nord (3) - Cuba (10) - Dinamarca (2) - Espanya (2) - Finlàndia (8) |  | - França (2) - Grècia (5) - Hongria (19) - Índia (6) - Iraq (9) - Itàlia (6) - Iugoslàvia (10) - Líban (1) - Mèxic (2) - Mongòlia (13) - Nigèria (1) - Perú (2) |  | - Polònia (20) - Regne Unit (6) - RDA (9) - Romania (20) - Senegal (3) - Síria (17) - Suècia (8) - Suïssa (1) - Txecoslovàquia (8) - Unió Soviètica (20) - Vietnam (5) |

## Resum de medalles

### Lluita grecoromana
| Prova    | Or                    | Argent               | Bronze           |
| – 48 kg  | Zhaksylyk Ushkempirov | Constantin Alexandru | Ferenc Seres     |
| – 52 kg  | Vakhtang Blagidze     | Lajos Rácz           | Mladen Mladenov  |
| – 57 kg  | Shamil Serikov        | Józef Lipień         | Benni Ljungbeck  |
| – 62 kg  | Stélios Migiakis      | István Tóth          | Boris Kramorenko |
| – 68 kg  | Ştefan Rusu           | Andrzej Supron       | Lars-Erik Skiöld |
| – 74 kg  | Ferenc Kocsis         | Anatoly Bykov        | Mikko Huhtala    |
| – 82 kg  | Gennadi Korban        | Jan Dołgowicz        | Pavel Pavlov     |
| – 90 kg  | Norbert Növényi       | Igor Kanygin         | Petre Dicu       |
| – 100 kg | Georgi Raikov         | Roman Bierła         | Vasile Andrei    |
| + 100 kg | Alexander Kolchinsky  | Alexander Tomov      | Hassan Bchara    |

### Lluita lliure
| Prova    | Or                   | Argent                | Bronze                   |
| – 48 kg  | Claudio Pollio       | Se-Hong Jang          | Sergei Kornilayev        |
| – 52 kg  | Anatoli Beloglazov   | Władysław Stecyk      | Nermedin Selimov         |
| – 57 kg  | Sergei Beloglazov    | Li Ho-pyong           | Dugarsürengiin Oyuunbold |
| – 62 kg  | Magomedgasan Abushev | Miho Dukov            | Georgios Hatziioannidis  |
| – 68 kg  | Saipulla Absaidov    | Ivan Yankov           | Šaban Sejdi              |
| – 74 kg  | Valentin Raychev     | Jamtsyn Davaajav      | Dan Karabin              |
| – 82 kg  | Ismail Abilov        | Magomedkhan Aratsilov | István Kovács            |
| – 90 kg  | Sanasar Oganisyan    | Uwe Neupert           | Aleksander Cichoń        |
| – 100 kg | Ilya Mate            | Slavcho Chervenkov    | Július Strnisko          |
| + 100 kg | Soslan Andiyev       | József Balla          | Adam Sandurski           |

## Medaller
| Posició | País           | Or | Argent | Bronze | Total |
| 1       | Unió Soviètica | 12 | 3      | 2      | 17    |
| 2       | Bulgària       | 3  | 4      | 3      | 10    |
| 3       | Hongria        | 2  | 3      | 2      | 7     |
| 4       | Romania        | 1  | 1      | 2      | 4     |
| 5       | Grècia         | 1  | 0      | 1      | 2     |
| 6       | Itàlia         | 1  | 0      | 0      | 1     |
| 7       | Polònia        | 0  | 5      | 2      | 7     |
| 8       | Corea del Nord | 0  | 2      | 0      | 2     |
| 9       | Mongòlia       | 0  | 1      | 1      | 2     |
| 10      | RDA            | 0  | 1      | 0      | 1     |
| 11      | Suècia         | 0  | 0      | 2      | 2     |
| 11      | Txecoslovàquia | 0  | 0      | 2      | 2     |
| 13      | Finlàndia      | 0  | 0      | 1      | 1     |
| 13      | Iugoslàvia     | 0  | 0      | 1      | 1     |
| 13      | Líban          | 0  | 0      | 1      | 1     |